# Trachylepis pulcherrima
Trachylepis pulcherrima es una especie de escincomorfos de la familia Scincidae.

## Distribución geográfica yhábitat
Es endémica del parque nacional Upemba, en la República Democrática del Congo. Su rango altitudinal oscila alrededor de 695 m s. n. m..